# NGC 7750
NGC 7750 (другие обозначения — PGC 72367, UGC 12777, MCG 1-60-34, ZWG 381.43, ZWG 407.56, IRAS23440+0331) — галактика в созвездии Рыбы.
Этот объект входит в число перечисленных в оригинальной редакции «Нового общего каталога».